# Gala Québec Cinéma
Pour les articles homonymes, voir Jutra (homonymie) et Prix Iris.
Le Gala Québec Cinéma est une cérémonie de récompenses cinématographiques honorant chaque année l’excellence du cinéma québécois par la remise des prix Iris.
Créé en 1999 sous le nom de « Soirée des prix Jutra », ce gala organisé par Québec Cinéma se déroule à Montréal en décembre (initialement en février ou mars), à l'exception des éditions entre 2017 à 2022 qui se sont tenues en juin. Il est diffusé de 1999 à 2002 par TVA, puis par la Société Radio-Canada de 2003 à 2021. Depuis 2023, il est diffusé par Noovo.

## Histoire
La première soirée des prix Jutra a lieu le 7 mars 1999. Nommée en l'honneur du réalisateur Claude Jutra, la soirée est née du souhait de célébrer pour la première fois le cinéma québécois dans le contexte d'un gala réunissant plusieurs catégories, à l'image des Oscars américains ou des César français. La cérémonie, réalisée par les Rendez-vous du cinéma québécois, succède aux prix Guy-L'Écuyer, remis annuellement de 1987 à 1999 par le même organisme, mais uniquement à un acteur ou à une actrice.
Le 16 février 2016, une biographie rédigée par le critique Yves Lever met au jour des allégations d'agressions sexuelles perpétrées par Claude Jutra sur des mineurs. À la suite du témoignage d'une victime le lendemain dans le quotidien La Presse, la ministre de la Culture Hélène David demande à Québec Cinéma de changer le nom de la cérémonie, ce qui est entériné le jour même à l'unanimité par le conseil d'administration. Six jours plus tard, Québec Cinéma annonce que l'ancienne Soirée des prix Jutra est rebaptisée provisoirement « Gala du cinéma québécois ». Le 28 septembre 2016, le gala est officiellement renommé « Gala Québec Cinéma ».
La 22e édition est la seule ne s'étant pas tenue sous la forme d'un gala en raison de la pandémie de Covid-19 au Québec.
En 2022, la Société Radio-Canada décide d'abandonner la diffusion du gala en raison d'une chute de l'audience, un phénomène alors vécu par les soirées de remises de prix à l'échelle mondiale. Le gala échappe à une mort annoncée quand Noovo annonce reprendre le flambeau de la diffusion à l'occasion du 25e gala, en 2023.

## Diffuseur
La cérémonie est diffusée sur la chaîne TVA durant ses quatre premières éditions avant que la Société Radio-Canada prenne la relève en 2003. Le diffuseur public canadien conserve les droits de diffusion jusqu'en 2022. Elle est depuis 2023 diffusé par Noovo.

## Trophée
- Prix Jutra (1999–2015) : ils sont nommés en hommage au cinéaste québécois Claude Jutra (1930-1986)[10]. Le trophée est l'œuvre de Charles Daudelin[11], pionnier de la sculpture moderne au Québec. D'un poids d'une dizaine de livres, il est fait en bronze et en laiton[12].
- Prix sans nom (2016) : à la suite du scandale entourant Claude Jutra, l'organisation du gala conçoit un trophée temporaire. Il est conçu en trois semaines par les artistes Madly Fuss et Simon Marcotte. Il est fait « d'érable massif et peint de couleur blanche, dans lequel sont insérées des feuilles d'or et d'acrylique »[13].
- Prix Iris (depuis 2017) : le nom est choisi à la suite d'un vote populaire le 14 octobre 2016[14]. Il fait référence à l'iris versicolore, l'emblème floral du Québec ainsi qu'au diaphragme à iris, dispositif qu'on trouve dans les caméras. Le trophée est une création de l'artiste Marc-Antoine Côté. Fabriqué en aluminium, il est formé d'un « bouquet de bâtonnets aux dimensions multiples ». Il mesure 10 x 10 x 31 cm[15].

## Liste des cérémonies
| Cérémonie                   | Date             | Meilleur film                                   | Présentateur(s)                                                                | Lieu                      | Diffuseur     |
| --------------------------- | ---------------- | ----------------------------------------------- | ------------------------------------------------------------------------------ | ------------------------- | ------------- |
| Prix Jutra (De 1999 à 2015) |                  |                                                 |                                                                                |                           |               |
| 1re                         | 7 mars 1999      | Le Violon rouge                                 | Rémy Girard                                                                    | Théâtre Saint-Denis       | TVA           |
| 2e                          | 5 mars 2000      | Post mortem                                     | Yves Jacques et Élise Guilbault                                                | Monument-National         | TVA           |
| 3e                          | 25 février 2001  | Maelström                                       | Yves Jacques et Élise Guilbault                                                | Théâtre Saint-Denis       | TVA           |
| 4e                          | 17 février 2002  | Un crabe dans la tête                           | Sylvie Moreau                                                                  | Théâtre Saint-Denis       | TVA           |
| 5e                          | 23 février 2003  | Québec-Montréal                                 | Sylvie Moreau                                                                  | Théâtre Maisonneuve       | SRC           |
| 6e                          | 22 février 2004  | Les Invasions barbares                          | Sylvie Moreau                                                                  | Théâtre Maisonneuve       | SRC           |
| 7e                          | 20 février 2005  | Mémoires affectives                             | Patrick Huard                                                                  | Théâtre Maisonneuve       | SRC           |
| 8e                          | 19 mars 2006     | C.R.A.Z.Y.                                      | Normand Brathwaite                                                             | Théâtre Maisonneuve       | SRC           |
| 9e                          | 18 février 2007  | Congorama                                       | Normand Brathwaite                                                             | Théâtre Maisonneuve       | SRC           |
| 10e                         | 9 mars 2008      | Continental, un film sans fusil                 | Normand Brathwaite                                                             | Théâtre Saint-Denis       | SRC           |
| 11e                         | 29 mars 2009     | Ce qu'il faut pour vivre                        | Karine Vanasse                                                                 | Théâtre Saint-Denis       | SRC           |
| 12e                         | 28 mars 2010     | J'ai tué ma mère                                | Patrice L'Écuyer                                                               | Théâtre Saint-Denis       | SRC           |
| 13e                         | 13 mars 2011     | Incendies                                       | Yves Pelletier et Sylvie Moreau                                                | Théâtre Saint-Denis       | SRC           |
| 14e                         | 11 mars 2012     | Monsieur Lazhar                                 | Yves Pelletier et Sylvie Moreau                                                | Théâtre Saint-Denis       | SRC           |
| 15e                         | 17 mars 2013     | Rebelle                                         | Rémy Girard                                                                    | Salle Pierre-Mercure      | SRC           |
| 16e                         | 23 mars 2014     | Louis Cyr : L'Homme le plus fort du monde       | Pénélope McQuade et Laurent Paquin                                             | Monument-National         | SRC           |
| 17e                         | 15 mars 2015     | Mommy                                           | Pénélope McQuade et Stéphane Bellavance                                        | Monument-National         | SRC           |
| Trophée sans nom (en 2016)  |                  |                                                 |                                                                                |                           |               |
| 18e                         | 20 mars 2016     | La Passion d’Augustine                          | Pénélope McQuade et Stéphane Bellavance                                        | Monument-National         | SRC           |
| Prix Iris (depuis 2017)     |                  |                                                 |                                                                                |                           |               |
| 19e                         | 4 juin 2017      | Juste la fin du monde                           | Guylaine Tremblay et Édith Cochrane                                            | Studio 42                 | SRC           |
| 20e                         | 3 juin 2018      | Les Affamés                                     | Guylaine Tremblay et Édith Cochrane                                            | Studio 42                 | SRC           |
| 21e                         | 2 juin 2019      | 1991                                            | Guylaine Tremblay et Édith Cochrane                                            | Studio 42                 | SRC           |
| 22e                         | 10 juin 2020     | Antigone                                        | Élise Guilbault, Guillaume Lambert, Mani Soleymanlou et Jean-Philippe Wauthier | Au Lion d'or et Studio 43 | Québec Cinéma |
| 23e                         | 6 juin 2021      | La Déesse des mouches à feu                     | Geneviève Schmidt                                                              | Studio 42                 | SRC           |
| 24e                         | 5 juin 2022      | Les Oiseaux ivres                               | Geneviève Schmidt                                                              | Studio 42                 | SRC           |
| 25e                         | 10 décembre 2023 | Viking                                          | Jay Du Temple                                                                  | Studios Grandé            | Noovo         |
| 26e                         | 8 décembre 2024  | Vampire humaniste cherche suicidaire consentant | Phil Roy                                                                       | Studios Grandé            | Noovo         |

## Catégories

### Compétition
- Meilleur film – depuis 1999
- Meilleure réalisation – depuis 1999
- Meilleur scénario - depuis 1999
- Meilleur premier film - depuis 2019
- Meilleur acteur - depuis 1999
- Meilleure actrice - depuis 1999
- Meilleur acteur de soutien - depuis 1999
- Meilleure actrice de soutien - depuis 1999
- Révélation de l'année - depuis 2017
- Meilleure distribution des rôles - depuis 2017
- Meilleure direction artistique - depuis 1999
- Meilleure direction de la photographie - depuis 1999
- Meilleur son - depuis 1999
- Meilleur montage - depuis 1999
- Meilleurs effets visuels - depuis 2017
- Meilleure musique originale - depuis 1999
- Meilleurs costumes - depuis 2004
- Meilleur maquillage - depuis 2004
- Meilleure coiffure - depuis 2005
- Meilleur film documentaire - depuis 1999
- Meilleur montage d'un film documentaire - depuis 2017
- Meilleure direction de la photographie d'un film documentaire - depuis 2017
- Meilleur son film documentaire - depuis 2018
- Meilleure musique originale d'un film documentaire - depuis 2021
- Meilleur court métrage de fiction - depuis 2017
- Meilleur court métrage d'animation - depuis 2017
- Meilleur court métrage documentaire - depuis 2021
- Meilleur court ou moyen métrage de fiction - 1999 à 2016
- Meilleur court ou moyen métrage d'animation - 1999 à 2016

### Prix spéciaux
- Iris-Hommage - depuis 1999
- Prix Iris Michel-Côté - depuis 2017
- Billet d'or - de 1999 à 2016
- Film s'étant le plus illustré à l'extérieur du Québec[note 2] - depuis 2000
- Meilleur exploitant - de 2005 à 2008

## Faits marquants
(février 2015).
- Alexis Martin est le premier comédien québécois à gagner dans la catégorie Meilleur acteur en 1999.
- Lyne Charlebois devient la première femme à recevoir un Jutra pour Borderline en 2009[16]
- Rachel Mwanza devint la première actrice africaine à décrocher le prix de la meilleure actrice lors de la 15e cérémonie des prix Jutra en 2013.
- Denis Villeneuve est devenu, à partir de 2011, le réalisateur québécois ayant décroché le plus de Jutra pour un réalisateur dans l'histoire du gala.
- CRAZY détient le record du film ayant décroché le plus de Jutra, soit 15, dont celui du meilleur film.